# Crédit Mutuel
El Crédit Mutuel es un grupo francés activo en la banca, los seguros, la banca electrónica, la telefonía, la vigilancia del hogar y los medios de comunicación. Tiene 34,2 millones de clientes y 83 000 empleados. Tiene 5535 puntos de venta, 4 sucursales y 34 oficinas de representación.
El Crédit Mutuel es una sociedad mutualista compuesta por 2100 bancos cooperativos y mutualistas locales, agrupados en 18 federaciones regionales, que a su vez forman una confederación nacional. Además de la marca Crédit Mutuel, el grupo opera con la marca Crédit Industriel et Commercial y tiene también participaciones mayoritarias en diversas empresas presentes en el mercado de bancaseguros en sentido amplio (Cofidis, Monabanq, Fortuneo), la telefonía móvil (NRJ mobile, Auchan mobile) y la prensa regional (con el grupo EBRA, que publica Le Dauphiné libéré, Le Progrès, Dernières Nouvelles d'Alsace y L'Est Républicain).
También está presente en Alemania (Targobank), Túnez (Banque de Tunisie) y España (Targobank España).